# Goldwater contro Carter
Goldwater contro Carter è una sentenza della Corte suprema degli Stati Uniti d'America del 1979, considerata una delle “più divisive” della storia della Corte, in quanto non si riuscì a trovare un minimo consenso sul contenzioso (con moltissime opinioni concorrenti, concorrenti in parte, dissidenti e dissidenti in parte) e, per questo, il caso fu giudicato “inammissibile” (cioè ingiudicabile) e fu re-inviato alla Corte d’appello degli Stati Uniti per il Distretto di Columbia per l’archiviazione.
La questione originò da una controversia fra alcuni senatori, guidati da Barry Goldwater, e l’Amministrazione Carter, in merito ad un’azione di rescissione unilaterale da parte del Presidente degli Stati Uniti d'America Jimmy Carter dal Trattato sino-americano di mutua difesa del 1954 firmato con Taiwan. Secondo i senatori, infatti, questa azione era "illegittima" e "incostituzionale", in quanto avrebbe violato l’Articolo II della Costituzione degli Stati Uniti d'America, che richiede il consenso del Senato degli Stati Uniti per la ratifica dei trattati internazionali. A ciò, controbatté l’Amministrazione Carter, affermando che ciò rientrasse nei poteri del Presidente di “definire la politica estera nazionale”, in quanto non vi era alcuna disposizione nella Costituzione in merito alla rescissione da un trattato, ma solo in merito alla “ratificazione”.
A causa della mancata risoluzione della disputa da parte della Corte suprema, ad oggi la questione è ancora ambigua e dibattuta, lasciando aperte le controversie su chi abbia l’autorità nella rescissione dai trattati internazionali, nonostante sia capitato, ormai molte volte, che un Presidente prendesse da solo azioni esecutive in tal senso: la più recente è stata l’uscita unilaterale, da parte dell’Amministrazione Trump nel 2019, degli Stati Uniti dagli Accordi di Parigi sul Clima del 2015 (uscita poi annullata dalla successiva Amministrazione Biden), contro la quale il Congresso degli Stati Uniti non ha nuovamente sporto formale opposizione (ma forse solo perché il processo non è stato completato per il cambio di amministrazione).

## Fasi giudiziarie del caso

### Corte d’appello del Circuito del Distretto di Columbia
Nel 1978, il senatore Barry Goldwater ha presentato istanza alla Corte d'appello degli Stati Uniti per il Circuito del Distretto di Columbia.
Tra i querelanti c'erano i senatori Barry Goldwater, Strom Thurmond, Carl Curtis, Jake Garn, Orrin Hatch, Jesse A. Helms; il senatore eletto Gordon J. Humphrey; e i rappresentanti Robert Bauman, Steve Symms, Larry McDonald, Robert Daniel Jr., Bob Stump, Eldon Rudd, John Ashbrook e George Hansen.  Gli imputati della Corte d'appello includono il presidente Jimmy Carter e il segretario di Stato Cyrus Vance.
Dopo aver esaminato il caso il 6 giugno 1979, il giudice della Corte d’appello, Oliver Gasch, trasmise la notifica di appello alla Corte suprema il 17 ottobre 1979.

### Corte suprema
Concedendo un atto di certiorari ma senza ascoltare alcun argomento orale, la Corte ha dismesso la sentenza della Corte d'appello il 13 dicembre 1979, rinviandola a quest’ultima per l’archiviazione. 
La maggioranza di sei giudici ha stabilito che il caso dovesse essere respinto senza sentire un argomento orale, mentre i giudici Lewis Powell e William Rehnquist hanno emesso due pareri concordanti separati sul caso. Rehnquist ha affermato che la questione riguardava “il modo in cui venivano condotti gli affari esteri tra il Congresso e il Presidente”, ed era “essenzialmente politica, non giudiziaria”; pertanto, “non era ammissibile ad essere ascoltata dalla corte”. Powell, pur concordando sul fatto che il caso non meritava un riesame giudiziario, credeva che la questione stessa, basata sul dubbio in merito al fatto se il Presidente potesse infrangere i trattati senza l'approvazione del Congresso, sarebbero stati discutibili se il Congresso avesse emesso “un'opposizione formale attraverso una risoluzione” (cosa che quest’ultimo aveva redatto, ma su cui non votò mai). Ciò avrebbe trasformato il caso in un dibattito costituzionale tra i poteri esecutivi concessi al Presidente e i poteri legislativi concessi al Congresso. Allora, tuttavia, si trattava semplicemente di una disputa tra forze politiche instabili e concorrenti all'interno dei rami legislativo ed esecutivo del governo, e quindi ancora “di natura politica” a causa della mancanza di un voto di maggioranza o supermaggioranza al Senato che lo definiva ufficialmente come questione costituzionale.

## Eredità della sentenza
Oggi, il caso è considerato un esempio da manuale della dottrina della “questione politica” nella legge costituzionale degli Stati Uniti.